# Médersa El Unqiya

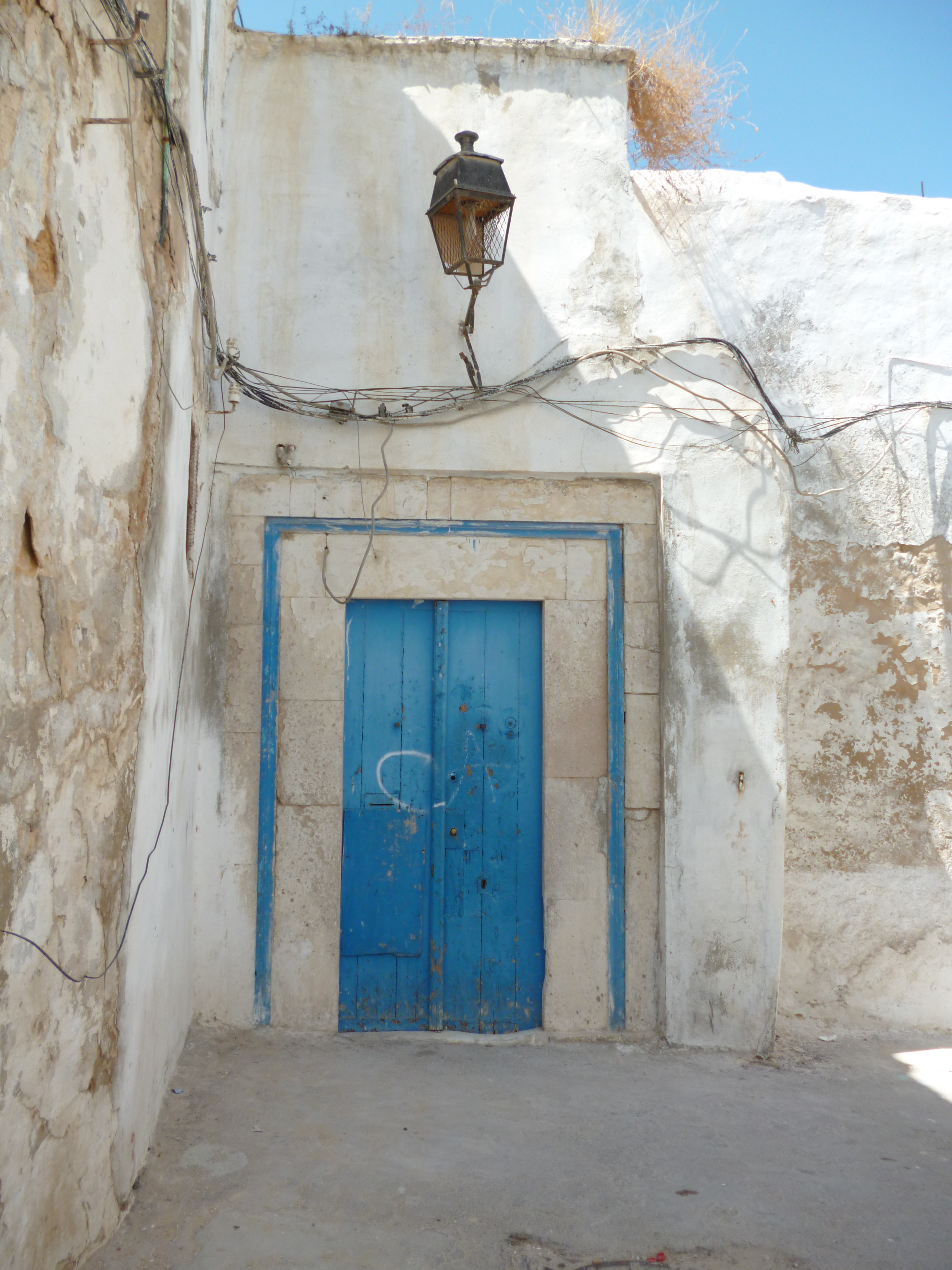
Vue de la médersa El Unqiya.

La médersa El Unqiya (arabe : المدرسة العنقية) est l'une des médersas de la médina de Tunis, un monument historique édifié sous le règne des Hafsides.

## Localisation
Elle se situe sur la rue Onk El Jamal, dans la médina de Tunis.

## Histoire
La médersa, qui date de l'année 1333 (734 de l'hégire), est construite à l'initiative de la sœur du sultan hafside Abu Yahya Abu Bakr al-Mutawakkil, ce qui en fait l'une des plus anciennes de l'époque hafside dans la médina de Tunis. Elle fait partie d'une série de médersas construites pour répandre la doctrine almohade et enseigner leur idéologie aux fidèles.
Muhammad Ibn Abdel-Salam al-Hawari, savant et professeur d'Ibn Khaldoun, est le premier à la diriger en 1341 (742 de l'hégire) et à y enseigner.
C'est sous la régence ottomane que cette médersa, restaurée par le dey Ahmed Khodja au XVIe siècle, commence à enseigner la doctrine hanafite.
Elle devient un monument classé le 19 octobre 1992.

## Évolution

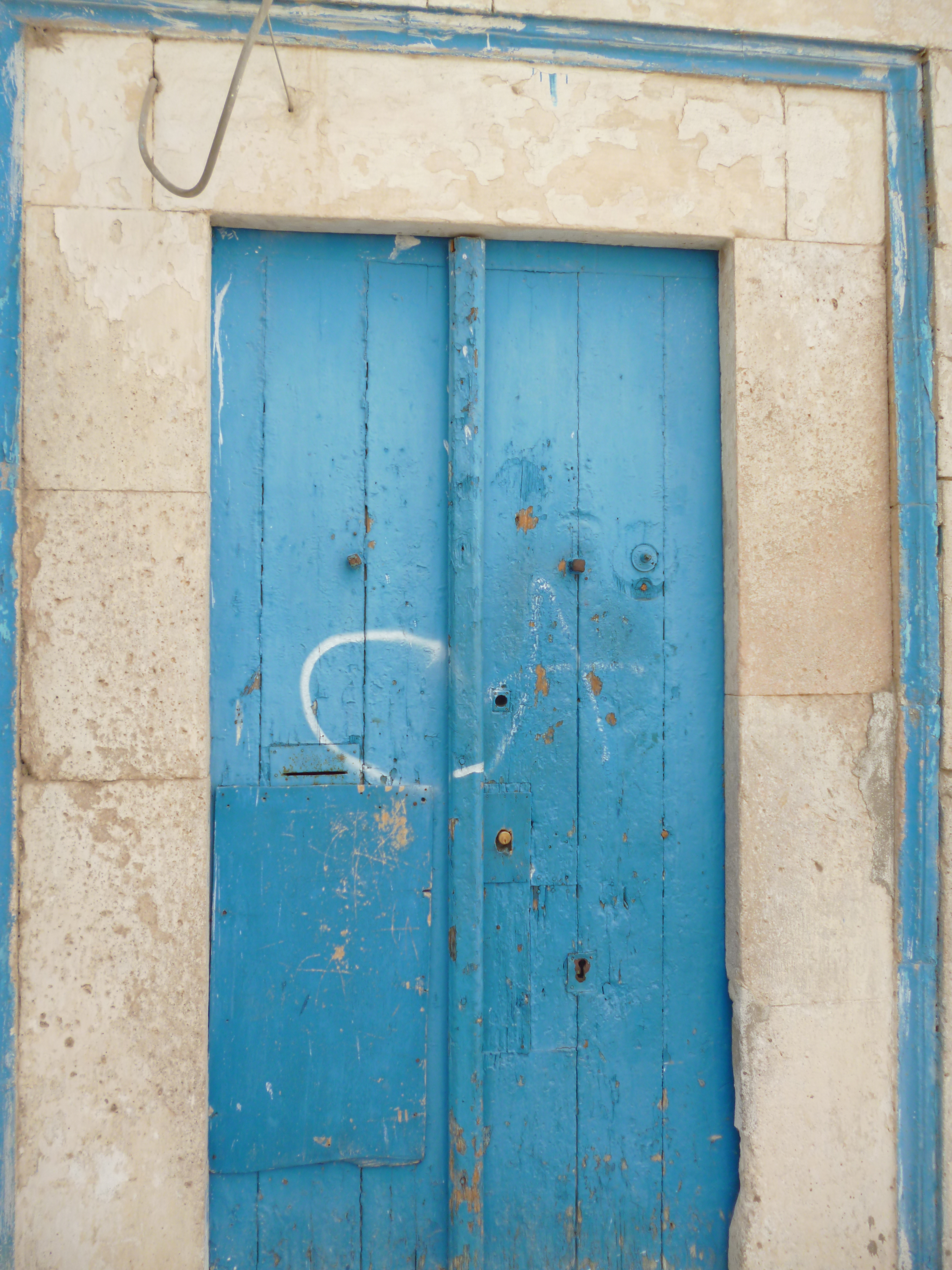
Porte principale de la médersa.

Cet édifice a tenu lieu de médersa sous les Hafsides et durant la régence ottomane. De nos jours, il est laissé sans fonction et se trouve dans un état délabré et critique malgré sa grande importance historique et patrimoniale.

## Architecture
Le bâtiment, représentatif de l'art et de l'architecture hafside, reflète leur style architectural authentique du XIVe siècle. Il montre l'organisation fonctionnelle typique d'une médersa hafside : patio rectangulaire entouré de quatre galeries devançant les pièces d'habitation qui sont au nombre de quatorze. Ces salles sont couvertes par un plafond en voûte croisée ou en voûte longitudinale. On note aussi l'existence d'un oratoire qui joue le rôle d'une salle de prière et d'enseignement en même temps.
Le monument comporte des éléments architectoniques datant de plusieurs périodes, comme des chapiteaux antiques corinthiens réemployés et surmontant certaines colonnes des galeries, ainsi que des chapiteaux hafsides.
La façade de la médersa se caractérise par un ornement simple : la porte est placée dans un simple cadre en pierre calcaire (kadhal) taillée et composé d'une bande en relief.